# Kellyville
Kellyville is een plaats (town) in de Amerikaanse staat Oklahoma, en valt bestuurlijk gezien onder Creek County.

## Demografie
Bij de volkstelling in 2000 werd het aantal inwoners vastgesteld op 906.
In 2006 is het aantal inwoners door het United States Census Bureau geschat op 921, een stijging van 15 (1,7%).

## Geografie
Volgens het United States Census Bureau beslaat de plaats een oppervlakte van
2,2 km², geheel bestaande uit land. Kellyville ligt op ongeveer 239 m boven zeeniveau.

## Plaatsen in de nabije omgeving
De onderstaande figuur toont nabijgelegen plaatsen in een straal van 20 km rond Kellyville.